# Пинакл (Северна Каролина)
Пинакл (енгл. Pinnacle) насељено је место без административног статуса у америчкој савезној држави Северна Каролина.

## Демографија
По попису из 2010. године број становника је 894.
| Група             | 2000.    | 2010.       |
| Белци             | 0 (0,0%) | 807 (90,3%) |
| Афроамериканци    | 0 (0,0%) | 59 (6,6%)   |
| Азијати           | 0 (0,0%) | 8 (0,9%)    |
| Хиспаноамериканци | 0 (0,0%) | 12 (1,3%)   |
| Укупно            | 0        | 894         |